# Conchita Campbell
Conchita Elizabeth Campbell (ur. 25 października 1995 w Vancouver) – kanadyjska aktorka polskiego pochodzenia.
Wystąpiła w filmach i serialach: Just Cause jako Emma/Abigail, Wilder Days jako Lexy Morse, Pursued, Faerie Queen, Kronika filmowa, Scary Movie 4 jako Rachel, Supernatural jako Maggie, 4400 jako Maia Rutledge, a także w rolach teatralnych.
Mówi po polsku, jej matka jest Polką.